# عثمان كوليبالي
عثمان كوليبالي (بالفرنسية: Ousmane Coulibaly)‏ (مواليد 9 يوليو 1989) هو لاعب كرة قدم مالي فرنسي-الميلاد.

## روابط خارجية
- عثمان كوليبالي على موقع الاتحاد الأوربي (الإنجليزية)
- عثمان كوليبالي على موقع قاعدة بيانات كرة القدم.إي يو (الإنجليزية)
- عثمان كوليبالي على موقع ليكيب (الفرنسية)
- عثمان كوليبالي على موقع ناشيونال فوتبول تيمز (الإنجليزية)
- عثمان كوليبالي على موقع Soccerway.com (الإنجليزية)
- عثمان كوليبالي على موقع عالم كرة القدم.نت (الإنجليزية)
- عثمان كوليبالي على موقع AS.com (الإسبانية)